# A-60 (航空機)
A-60
- 用途：レーザー実験機
- 設計者：ニコライ・ステパノフ、
- 製造者：ベリエフ
- 運用者： ロシア
- 初飛行：1981年8月19日
- 生産数：2機
- 原型機：Il-76（輸送機）

A-60は、G・M・ベリーエフ記念タガンローク航空科学技術複合体がIl-76MD輸送機をベースに開発した空中レーザー実験機である。目的は、衛星攻撃兵器である1LK222 Sokol Eshelonを実用化することにある。

## 開発
1965年に空中レーザーの創出に関する複雑な科学や工学の問題を解決すること、また大気の上層におけるビームの分布に関する研究を促進することを目的にレーザー兵器の開発が検討された。1973年にこれらの問題に対処する、特別な設計事務所が設立された。1977年にベリエフは「1A」とよばれる実験機の設計を開始した。この作業でベリエフはソ連の科学機関との間に広い協力を得たが、基本的なパートナーはB.V.Bunkinが率いるアルマーズ・アンテイであった。「1A」は、1981年8月19日にE.A.Lakhmostovの操縦の元初飛行した。試験は1983年に始められ、1984年には、正常に目標をレーザーで照射した。
1991年8月29日には、テストパイロットであるV.P.Demyanovskiが率いるクルーが、2機目の実験機である「1A2」（S/N CCCP-86879）を受領し初飛行させた。この機体が積んだレーザシステムは、「1A」に関するさまざまなテストの結果が反映されていた。しかし、その後予算の大幅な削減により1993年にプロジェクトは凍結された。
2009年8月、ロシアが計画を再開し空中軍事レーザーを開発しているということがロシア工学アカデミー指導教員であるユーリ・ザイツェフにより明かされた。その後計画は進められていたが、2011年に予算不足により作業がストップした。2年間の停滞の後計画は再開された。同報道によれば、A-60を改良しレーザーをより強力なものへと変更するとされる。改良されたA-60は、A-60SEと呼称されベース機がIl-76MD-90A（機体記号RF-78653、シリアル番号001-04）になるとされている。

## 設計
IL-76MDをベース機として、レーザーに対応するために多くの変更が加えられた。この結果外見は大きく変貌した。
- 機首部分は大幅に改装され、LIDARを使って照準を行うためノーズコーンの代わりに首振りが可能なビームディレクタータレットが装備された。
- ノーズコーンにメインレーザー照準光学系を併せて設置することが不可能であったため、メインレーザー発射のためのタレットは背部に設置された。ターレットは収納式である[4]。
- 胴体下面には二つの大きなナセルを胴体の下縁に沿って設置した。一つはレーザーへの動力供給用でタービン発電機を収納する。機首のキャビンをつぶして設置したもう一つのナセルにはLIDAR用のAPUを装備する。
- ランプは維持したものの、貨物ドアは構造的問題があったとして削除された。
- 尾部機銃ターレットの削除。

これらの改装により、当初懸念されたレーザー機材の収容問題は解決され、ベース機の空気力学を台無しにすることもなくなった。
搭載するレーザーシステムは、原子力研究所の一部門であるクルチャトフで作成された出力1MWのガスレーザーである。

## 関連
- AL-1
- NC-135（英語版）